# Hesperomeles cuneata
Hesperomeles cuneata är en rosväxtart som beskrevs av John Lindley. Hesperomeles cuneata ingår i släktet Hesperomeles och familjen rosväxter. Inga underarter finns listade i Catalogue of Life.